# Sh'Chur
Pour plus de détails, voir Fiche technique et Distribution.
Sh'Chur (שחור) est un film israélien réalisé par Shmuel Hasfari, sorti en 1994.

## Synopsis
Une adolescente n'arrive pas à se faire aux pratiques mystiques de sa famille.

## Fiche technique
- Titre : Sh'Chur
- Titre original : שחור
- Réalisation : Shmuel Hasfari
- Scénario : Hanna Azoulay Hasfari
- Musique : Ori Vidislavski
- Photographie : David Gurfinkel
- Montage : Zion Avrahamian
- Société de production : Mecklberg Media Group et Movies Entertainment
- Société de distribution : Lolistar (France)
- Pays de production :  Israël
- Genre : Drame
- Durée : 100 minutes
- Dates de sortie : 
  - Israël : 1994
  - France : 17 avril 1996

## Distribution
- Gila Almagor : la mère
- Amos Lavi : le père
- Ronit Elkabetz : Pnina
- Louise Asher : Marcel
- Hanna Azoulay Hasfari : Rachel
- Orly Ben-Garti : Rachel jeune
- Yaacov Cohen : Shlomo
- Albert Iluz : Moshe
- Eddi Muchtar : le jardinier
- Orly Tovali : Miriam
- Eti Adar
- Esti Yerushalmi
- Emuna Zvi

## Distinctions
Le film a été présenté en sélection officielle en compétition lors de Berlinale 1995.